# Sáp vasútállomás
Sáp vasútállomás egy Hajdú-Bihar vármegyei vasútállomás Sáp településen, a MÁV üzemeltetésében. A belterület északi széle mellett helyezkedik el, közúti elérését a 4805-ös útból kiágazó 42 311-es számú mellékút teszi lehetővé.

## Vasútvonalak
Az állomást az alábbi vasútvonalak érintik:
- Püspökladány–Biharkeresztes-vasútvonal

## Kapcsolódó állomások
A vasútállomáshoz az alábbi állomások vannak a legközelebb:
- Báránd vasútállomás (Püspökladány–Biharkeresztes-vasútvonal)
- Berettyóújfalu vasútállomás (Püspökladány–Biharkeresztes-vasútvonal)

## Forgalom
| Járat                        | Útvonal | Gyakoriság   |
| ---------------------------- | --- | ------------ |
| személyvonat                 | Püspökladány – Báránd – Sáp – Berettyóújfalu – Mezőpeterd – Biharkeresztes | Kb. óránként |
| személyvonat                 | Püspökladány – Báránd – Sáp – Berettyóújfalu – Mezőpeterd – Biharkeresztes – Episcopia Bihor (Biharpüspöki) – Oradea (Nagyvárad) | Napi 1 pár   |
| személyvonat                 | Püspökladány – Báránd – Sáp – Berettyóújfalu – Mezőpeterd – Biharkeresztes – Episcopia Bihor (Biharpüspöki) – Oradea (Nagyvárad) ← Oradea Vest (Nagyvárad-Nyugat) – Leș Bihor (Váradles) – Cefa (Cséffa) – Salonta (Nagyszalonta) | Napi 1 pár   |
| Hargita nemzetközi InterCity | Budapest-Keleti – Szolnok – Törökszentmiklós – Kisújszállás – Karcag – Püspökladány – Báránd – Sáp – Berettyóújfalu – Mezőpeterd – Biharkeresztes – Episcopia Bihor (Biharpüspöki) – Oradea (Nagyvárad) – Aleșd (Élesd) – Bratca (Barátka) – Ciucea (Csucsa) – Huedin (Bánffyhunyad) – Aghires (Egeres) – Cluj-Napoca (Kolozsvár) (december végén és nyári időszakban közvetlen kocsi: – Câmpia Turzii (Aranyosgyéres) – Războieni (Székelyföldvár) – Luduș (Marosludas) – Iernut (Radnót) – Târgu Mureş (Marosvásárhely)) – Gherla (Szamosújvár) – Dej Călători (Dés) – Beclean pe Someș (Bethlen) – Sărățel (Szeretfalva) – Deda (Déda) – Toplița (Maroshévíz) – Gheorgheni (Gyergyószentmiklós) – Izvoru Oltului (Csíkszentdomokos) – Siculeni (Madéfalva) – Miercurea Ciuc (Csíkszereda) – Băile Tuşnad (Tusnádfürdő) – Sfăntu Gheorghe (Sepsiszentgyörgy) – Braşov (Brassó) | Napi 1 pár   |
| Corona nemzetközi InterCity  | Budapest-Keleti – Szolnok – Törökszentmiklós – Kisújszállás – Karcag – Püspökladány – Báránd – Sáp – Berettyóújfalu – Mezőpeterd – Biharkeresztes – Episcopia Bihor (Biharpüspöki) – Oradea (Nagyvárad) – Aleșd (Élesd) – Huedin (Bánffyhunyad) – Cluj-Napoca (Kolozsvár) – Gherla (Szamosújvár) – Dej Călători (Dés) – Beclean pe Someș (Bethlen) – Sărățel (Szeretfalva) – Deda (Déda) – Toplița (Maroshévíz) – Gheorgheni (Gyergyószentmiklós) – Izvoru Oltului (Csíkszentdomokos) – Siculeni (Madéfalva) – Miercurea Ciuc (Csíkszereda) – Băile Tuşnad (Tusnádfürdő) – Sfăntu Gheorghe (Sepsiszentgyörgy) – Braşov (Brassó) | Napi 1 pár   |
| Transilvania EuroCity        | Wien Hauptbahnhof (Bécs) – Hegyeshalom – Mosonmagyaróvár – Győr – Tatabánya – Budapest-Kelenföld – Budapest-Keleti – Szolnok – Törökszentmiklós – Kisújszállás – Karcag – Püspökladány (közvetlen kocsikkal tovább Nagybánya felé) – Báránd – Sáp – Berettyóújfalu – Mezőpeterd – Biharkeresztes – Episcopia Bihor (Biharpüspöki) – Oradea (Nagyvárad) – Aleșd (Élesd) – Șuncuiuș (Vársonkolyos) – Bratca (Barátka) – Ciucea (Csucsa) – Huedin (Bánffyhunyad) – Cluj-Napoca (Kolozsvár) | Napi 1 pár   |